# (37067) 2000 UW49
2000 UW49 (asteroide 37067) é um asteroide da cintura principal. Possui uma excentricidade de 0.19437440 e uma inclinação de 2.23593º.
Este asteroide foi descoberto no dia 24 de outubro de 2000 por LINEAR em Socorro.